# Eriospermum nanum
Eriospermum nanum är en sparrisväxtart som beskrevs av Hermann Wilhelm Rudolf Marloth. Eriospermum nanum ingår i släktet Eriospermum och familjen sparrisväxter. Inga underarter finns listade i Catalogue of Life.